# Сен-Мартен-сюр-Лавзон
Сен-Марте́н-сюр-Лавзо́н (фр. Saint-Martin-sur-Lavezon, окс. Sant Martin sur Lavezon) — коммуна во Франции, находится в регионе Рона — Альпы. Департамент коммуны — Ардеш. Входит в состав кантона Рошмор. Округ коммуны — Прива.
Код INSEE коммуны 07270.

## Население
Население коммуны на 2008 год составляло 440 человек.
| 1962 | 1968 | 1975 | 1982 | 1990 | 1999 | 2008 |
| ---- | ---- | ---- | ---- | ---- | ---- | ---- |
| 261  | 278  | 232  | 321  | 351  | 395  | 440  |

## Экономика
В 2007 году среди 279 человек в трудоспособном возрасте (15-64 лет) 202 были экономически активными, 77 — неактивными (показатель активности — 72,4 %, в 1999 году было 69,1 %). Из 202 активных работали 181 человек (95 мужчин и 86 женщин), безработных было 21 (7 мужчин и 14 женщин). Среди 77 неактивных 22 человека были учениками или студентами, 23 — пенсионерами, 32 были неактивными по другим причинам.

## Достопримечательности
- Замок Памплон, исторический памятник с 1981 года[2]